# Bartramia costa-ricensis
Bartramia costa-ricensis là một loài rêu trong họ Bartramiaceae. Loài này được Müll. Hal. mô tả khoa học đầu tiên năm 1851.